# Wellman (Iowa)
Wellman és una ciutat dels Estats Units a l'estat d'Iowa. Segons el cens del 2000 tenia 1.393 habitants.

## Demografia
Segons el cens del 2000, Wellman tenia 1.393 habitants, 549 habitatges, i 372 famílies. La densitat de població era de 548,8 habitants/km².
Dels 549 habitatges en un 29% hi vivien nens de menys de 18 anys, en un 55,6% hi vivien parelles casades, en un 8,6% dones solteres, i en un 32,2% no eren unitats familiars. En el 30,4% dels habitatges hi vivien persones soles el 16% de les quals corresponia a persones de 65 anys o més que vivien soles. El nombre mitjà de persones vivint en cada habitatge era de 2,4 i el nombre mitjà de persones que vivien en cada família era de 2,96.
Per edats la població es repartia de la següent manera: un 24,8% tenia menys de 18 anys, un 7,4% entre 18 i 24, un 23,8% entre 25 i 44, un 19,6% de 45 a 60 i un 24,4% 65 anys o més.
L'edat mediana era de 40 anys. Per cada 100 dones de 18 o més anys hi havia 85,5 homes.
La renda mediana per habitatge era de 37.083 $ i la renda mediana per família de 40.568 $. Els homes tenien una renda mediana de 28.750 $ mentre que les dones 23.807 $. La renda per capita de la població era de 17.430 $. Entorn del 5,8% de les famílies i el 7,3% de la població estaven per davall del llindar de pobresa.

## Poblacions més properes
El següent diagrama mostra les poblacions més properes.